# KEIRINグランプリ04
KEIRINグランプリ04（けいりんぐらんぷりぜろふぉー）は、2004年12月30日<木>に立川競輪場（東京都立川市）で開催されたKEIRINグランプリである。優勝賞金1億円。

## 出場選手
| 車番 | 選手       | 出身県 | 出場要件                  |
| ---- | ---------- | ------ | ------------------------- |
| 1    | 神山雄一郎 | 栃木   | オールスター競輪優勝      |
| 2    | 佐藤慎太郎 | 福島   | 年間獲得賞金1位           |
| 3    | 村上義弘   | 京都   | 年間獲得賞金4位           |
| 4    | 齋藤登志信 | 山形   | 年間獲得賞金7位           |
| 5    | 小橋正義   | 新潟   | 競輪祭·寛仁親王牌競輪優勝 |
| 6    | 内林久徳   | 滋賀   | 全日本選抜競輪優勝        |
| 7    | 伏見俊昭   | 福島   | 日本選手権競輪優勝        |
| 8    | 岡部芳幸   | 福島   | 年間獲得賞金8位           |
| 9    | 小野俊之   | 大分   | 年間獲得賞金5位           |

- 補欠選手は小川圭二（徳島）[1]

## 競走内容
赤板の時点では、伏見－佐藤、神山－小橋、村上－内林－小野、齋藤－岡部の並び。ジャンで村上が上昇したが、ホームから齋藤が一気にスパート。すると、齋藤－岡部の後位3番手争いを巡って神山と、村上ラインマークから切り替えを試みた小野が取り合うが、最終1センター付近で小野が取りきって3番手。その後も齋藤のかかりがよく、番手の岡部は絶好の展開になったが、3番手をうまく取りきった小野が4角で踏み出すと直線でグーンと伸びて快勝。岡部が2着、3着には小橋が入った。

## 競走結果
| 着順 | 選手       | 決まり手 |
| ---- | ---------- | -------- |
| 1    | 小野俊之   | 差       |
| 2    | 岡部芳幸   | 差       |
| 3    | 小橋正義   |          |
| 4    | 村上義弘   |          |
| 5    | 齋藤登志信 |          |
| 6    | 伏見俊昭   |          |
| 7    | 佐藤慎太郎 |          |
| 8    | 内林久徳   |          |
| 9    | 神山雄一郎 |          |

### 配当金額
| 車番二連勝単式 | 9-8   | 4,760円  |
| 三連勝単式     | 9-8-5 | 32,940円 |

## エピソード
- 当レースより、副賞込みの優勝賞金が1億円（前年は7000万[2]）となった[3]。公営競技史上、1レースあたりの最高賞金額としては、賞金王決定戦の優勝戦に続き史上2例目。

- KEIRINグランプリ'96では、アトランタオリンピックの1kmタイムトライアルで銅メダルを獲得した十文字貴信が、自転車競技で特筆すべき成績を収めた選手ということから出場権を得たが、当年のアテネオリンピック・チームスプリントで日本チームが銀メダルを獲得しながらも、3人のメンバー中、長塚智広、井上昌己の2人には出場権が与えられなかった（個人種目・団体種目の違いはある）。伏見俊昭だけは出場しているが、当年の日本選手権競輪で優勝して出場権を得たものである。

- 当年の高松宮記念杯競輪優勝者、松本整は、同レース終了後に引退を表明した（6月）。当年のGI優勝者が当年のグランプリに出場しなかった事例となったが、1994年に出口眞浩がオールスター競輪を優勝しながらも、開催月にS級2班格付けであることから出場権を得られなかったケース（当時の規定）以来のことである。

- 地上波中継は、テレビ東京《TXN系列 全19局ネット》が放送[4]。

- GP単体の売り上げは、64億8339万9000円。目標の70億円を下回った。

- シリーズ全体の目標額は170億円だったが、シリーズ三日間の売り上げは150億1393万4400円と目標を約20億円下回った。

### 競走データ
- 大会に際してGP出場9選手のキャッチフレーズを公募。12月29日のスポーツニッポン紙面などで発表された（以下参照）。 
  - 1 甦る王者の魂 -神山雄一郎
  - 2 東北ジャックナイフ -佐藤慎太郎
  - 3 古都の風神 -村上義弘
  - 4 必殺!!競輪忍者 -齋藤登志信
  - 5 名刀正義 -小橋正義
  - 6 不惑の猛禽 -内林久徳
  - 7 銀色の流星 -伏見俊昭
  - 8 情け無用の捲り追込 -岡部芳幸
  - 9 直線一気の急襲男児 -小野俊之

- 優勝した小野は、1997年の山田裕仁以来史上2例目の、GI優勝未経験でのグランプリ優勝者となった。ちなみに小野は現在においてもGIでの優勝経験がない。